# René Deschepper
René Deschepper, ook Renier, (Helle-Sluis, 14 november 1878 - Brugge, 15 januari 1963) was een Belgisch rooms-katholiek priester en historicus.

## Levensloop
Onmiddellijk na zijn geboorte vertrok het landbouwersgezin uit Nederland en vestigde zich in Heist aan Zee.
Deschepper deed zijn middelbare studies aan het Klein-Seminarie in Roeselare (retorica 1898) en volbracht er vervolgens het jaar wijsbegeerte. Van 1899 tot 1902 studeerde hij aan het Groot-Seminarie in Brugge. Hij werd op 13 april 1903 tot priester gewijd in Luik. Van 1902 tot 1905 studeerde hij kerkelijk recht aan de Katholieke Universiteit Leuven. Hij nam er deel aan de activiteiten van het 'Séminaire historique' onder de leiding van professor Alfred Cauchie. Hij was ook lid van het genootschap 'Met Tijd en Vlijt'.
In 1905 werd hij benoemd tot rector van de kerk van Sint Andreas der Vlamingen in Madrid. In 1907 werd hij professor aan het Groot-Seminarie in Brugge, waar hij kerkgeschiedenis en recht doceerde. Hij vervulde deze functie tot in 1927. In 1914 werd hij ook econoom van het seminarie en zo vielen de zware materiële zorgen van een seminarie in oorlogstijd, met een honderdtal seminaristen, op hem.
In 1917 werd De Schepper benoemd tot titulair kanunnik. In 1927 werd hij pastoor-deken van de Onze-Lieve-Vrouweparochie in Brugge. Hij nam ontslag in november 1953 en bracht zijn laatste tien jaren door bij zijn neef kanunnik Omer Van Besien.
René De Schepper was bestuurslid van het Genootschap voor Geschiedenis te Brugge vanaf 1911. Zijn medewerking bestond vooral uit boekbesprekingen en medewerking aan de jaarlijkse bibliografie.

## Publicaties
- Het kloosterpand der voormalige Duinenabdij te Brugge, 1910, blz. 65-88
- Een geschil in de abdij van Duinen in 1666, 1911, blz. 254-269
- Les paroisses rurales primitives et les anciennes divisions territoriales du Franc de Bruges, in: Mélanges d'histoire offerts à Charles Moeller, Leuven, 1914
- Inleiding tot de studie van de kerkgeschiedenis, Brugge, 1915
- Het Stevenisme, vooral in West-Vlaanderen, Brugge, 1929
- Talrijke bijdragen in Collationes Brugenses